# 柬埔寨人民革命青年联盟
柬埔寨人民革命青年联盟是柬埔寨人民革命党的青年组织。该组织是世界民主青年联盟的成员。
柬埔寨人民革命青年联盟是柬埔寨救国民族团结阵线的成员，是柬埔寨群众组织的前线。柬埔寨人民革命青年联盟和柬埔寨救国民族团结阵线的作用在柬埔寨宪法当中确立。
柬埔寨人民革命青年联盟组织了15—26岁的青年。它作为柬埔寨人民党未来成员的学习基地。在1987年柬埔寨人民革命青年联盟第二次代表大会召开时，该组织有超过5万名成员。很大一部分成员属于柬埔寨人民革命武装力量。